# Leanna Chea
Leanna Chea är en fransk skådespelare.
Chea har bland annat medverkat i filmerna 14 jours, 12 nuits, Asterix & Obelix: I drakens rike och The Creator.

## Filmografi (i urval)
- 2019 – 14 jours, 12 nuits
- 2023 – Asterix & Obelix: I drakens rike
- 2023 – The Creator